# Tompall Glaser
Thomas Paul Glaser, detto Tompall (Spalding, 3 settembre 1933 – Nashville, 13 agosto 2013), è stato un cantante statunitense.
Nel corso della sua carriera ha registrato come solista, come componente del gruppo Tompall & the Glaser Brothers, insieme ai fratelli Jim e Chuck. Nel 1976 ha registrato l'album collaborativo Wanted! The Outlaws con Waylon Jennings, Willie Nelson e Jessi Colter.

## Discografia solista
- 1973 - Charlie
- 1974 - Take the Singer with the Song
- 1975 - Tompall (Sings the Songs of Shel Silverstein)
- 1976 - The Great Tompall and His Outlaw Band
- 1977 - Tompall Glaser & His Outlaw Band
- 1977 - The Wonder of It All
- 1986 - Nights on the Borderline
- 1992 - The Rogue
- 1992 - The Outlaw
- 2001 - The Best of Tompall Glaser & the Glaser Brothers
- 2006 - My Notorious Youth
- 2007 - Outlaw to the Cross